# Drax Hall Estate
Drax Hall Estate (Barbados) war eine Zuckerplantage in Saint George, einem Ort im Inneren von Barbados. Dort wurde 1642 das erste Zuckerrohr angepflanzt.
Das Herrenhaus ist eines von nur zwei Häusern in jakobinischem Stil, die bis heute auf Barbados überlebt haben.
Das Anwesen gehört bis heute der Familie Drax. Das Herrenhaus wurde von James und William Drax in den 1650er-Jahren errichtet. James Drax führte als erster in größerem Maßstab schwarze Sklaven aus Westafrika auf Barbados  ein und besaß auch Anteile an zwei Sklavenschiffen. William Drax verließ das Anwesen 1669 und baute in Jamaika ein weiteres Drax Hall Estate.
Bis heute befindet sich eine Zuckerplantage auf dem Anwesen, das mit 250 ha den größten Teil des östlichen Gemeindegebietes bedeckt. Das Haus ist nicht öffentlich zugänglich. Das Anwesen geriet in die Schlagzeilen, als der konservative britische Parlamentsabgeordnete Richard Drax 2020 versuchte, die Erbschaftssteuer für den Landsitz, den er 2017 von seinem Vater Walter Drax geerbt hatte, zu umgehen.